# کفاش و الف‌ها
الف‌ها و کفاش یا کفاش و کوتوله‌ها (به آلمانی: Die Wichtelmänner) عنوان مجموعه‌ای از سه افسانهٔ عامیانه آلمانی است که توسط برادران گریم جمع‌آوری شده‌است (شماره ۳۹ در فهرست KHM). این افسانه‌ها دربارهٔ یک کفاش فقیر و سخت‌کوش هستند که توسط الف (کوتوله‌هایی) مهربان و جادویی مورد کمک قرار می‌گیرد.

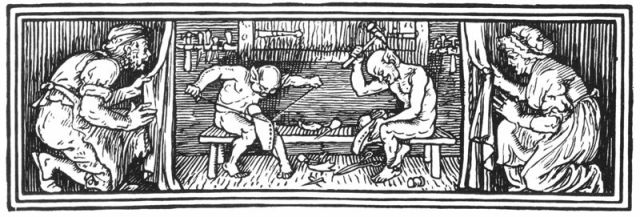
تصویرنگاری ۱۸۸۶

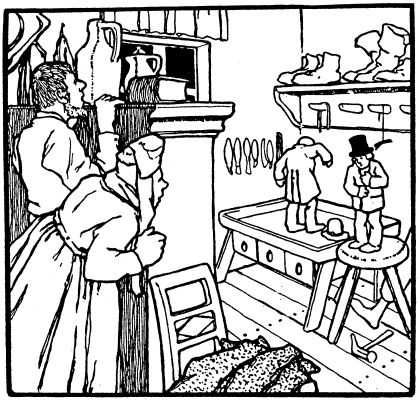
تصویرنگاری ۱۹۰۹

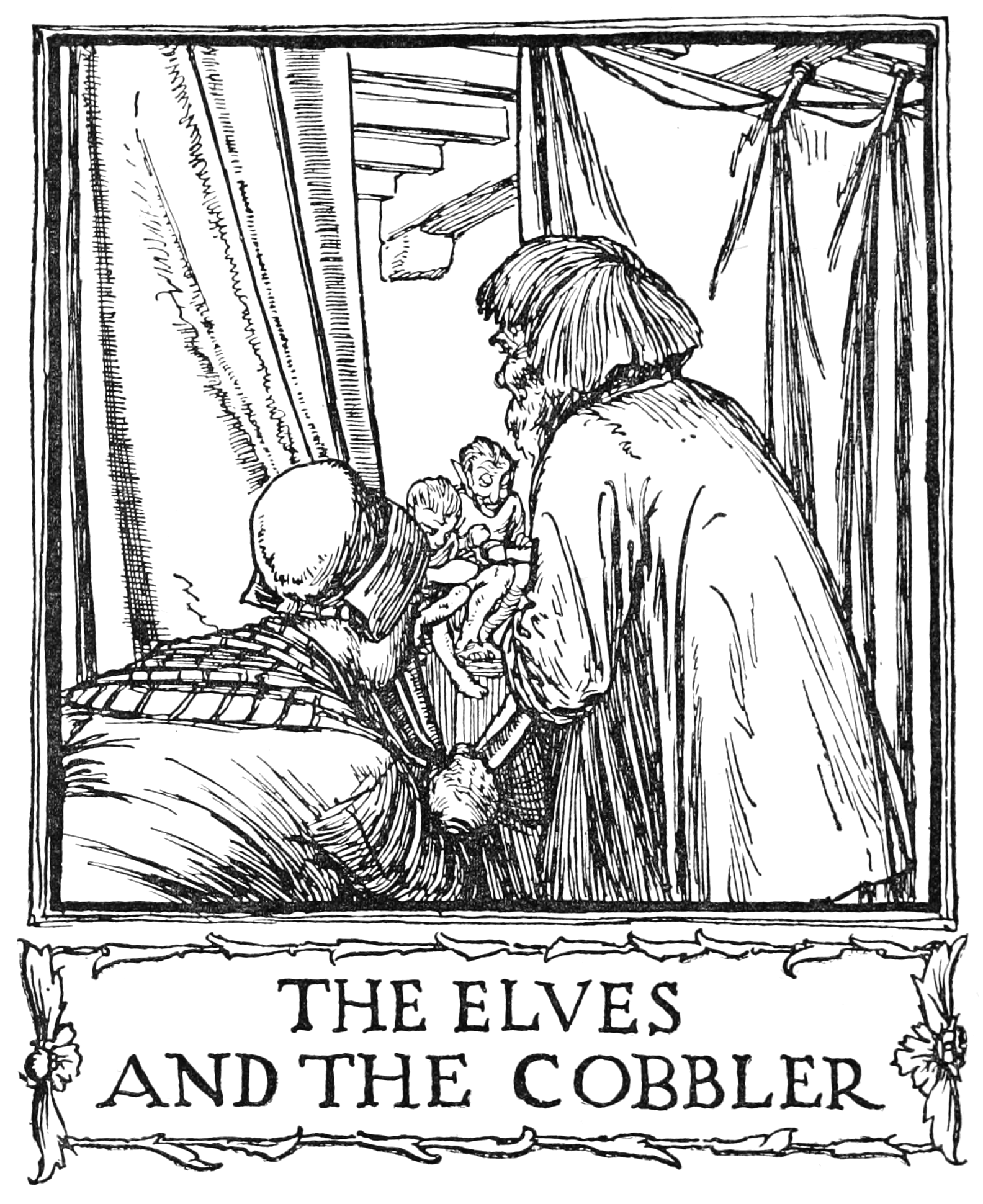
تصویرنگاری ۱۹۱۲

## منشاء
این مجموعه در نخستین نسخهٔ کتاب افسانه‌های کودکان و خانواده (۱۸۱۲) توسط برادران گریم منتشر شد. نسخه‌های آن‌ها برگرفته از روایت‌های زنی به نام «گرتشن وایلد» (۱۷۸۷–۱۸۱۹) بود. این سه داستان ابتدا به صورت جداگانه با عناوین فرعی منتشر شدند، اما در نسخه‌های بعدی، بدون عنوان مستقل ارائه گردیدند.

## داستان‌ها

### داستان نخست: کفاش و کفش‌های جادویی
کفاشی فقیر تنها به اندازهٔ یک جفت کفش چرم داشت. یک شب، قبل از اینکه کار ساخت کفش را به پایان برساند، کار را نیمه‌کاره رها کرد، به خدا توکل نمود و به بستر رفت. صبح روز بعد، زمانی که از خواب برخاست و دعای صبحگاهی‌اش را خواند، با تعجب دید که کفش‌ها به زیبایی تمام و با دقت بی‌نظیری آماده شده‌اند.
کمی بعد، مشتری‌ای وارد مغازه شد و کفش‌ها را با قیمتی بیش از معمول خرید. کفاش با پول آن چرم بیشتری تهیه کرد، آن‌ها را برید و باز هم نیمه‌کاره رها کرد تا شب بخوابد. روز بعد، کفش‌ها بار دیگر آماده بودند. این چرخه ادامه یافت تا اینکه وضعیت مالی کفاش به مرور بهتر شد و از فقر نجات یافت.
نزدیک کریسمس، کفاش به همسرش گفت: «امشب بیدار بمانیم و ببینیم چه کسی در تاریکی شب به ما کمک می‌کند.» شب، آن دو در گوشه‌ای از مغازه مخفی شدند. نیمه‌شب، دو کوتولهٔ کوچک و چابک از راه رسیدند، با سرعتی حیرت‌آور کفش‌ها را ساختند و ناپدید شدند.
صبح روز بعد، زن گفت: «این موجودات کوچک ما را ثروتمند کرده‌اند، ولی خودشان لخت و عور هستند. باید قدردانی کنیم.» بنابراین او برایشان لباس و کفاش هم برای هر یک کفشی کوچک دوخت. شب بعد، وقتی کوتوله‌ها برای کار آمدند، لباس‌ها را دیدند، با خوشحالی آن‌ها را پوشیدند، رقصیدند و آواز خوانان از مغازه خارج شدند. از آن شب به بعد دیگر بازنگشتند، اما کفاش زندگی خوبی یافت و کارش رونق گرفت.

### داستان دوم: دایه‌ای برای کوتوله‌ها
خدمتکاری فقیر در حال جارو زدن خانه بود که نامه‌ای در میان خاک‌ها یافت. او سواد نداشت، پس نامه را به اربابش داد. در نامه از او دعوت شده بود که در غسل تعمید کودکی از قوم کوتوله‌ها، به‌عنوان مادرخوانده شرکت کند. ابتدا تردید کرد، ولی در نهایت پذیرفت.
کوتوله‌ها او را به کوهستانی بردند که درون آن خانه‌ای بسیار مجلل اما کوچک وجود داشت. او در مراسم غسل تعمید شرکت کرد. وقتی خواست برگردد، از او خواستند سه روز مهمانشان باشد. پس از گذشت سه روز خوش و آرام، بالاخره با اصرار اجازه بازگشت یافت.
اما زمانی که به خانه‌اش برگشت، متوجه شد که هفت سال گذشته‌است و ارباب و صاحبخانه‌اش از دنیا رفته‌اند.

### داستان سوم: کودک دزدیده‌شده
زنی کودکش را در گهواره خوابانده بود، اما شبانه کوتوله‌ها کودک را ربودند و موجودی عجیب، زشت و غیرعادی را جای او گذاشتند؛ این موجود، تعویضی یا «چینج‌لینگ» بود. زن نزد همسایه‌اش رفت و راه چاره خواست. همسایه گفت: «باید این موجود را روی آتش بنشانی، آب در پوست تخم‌مرغ بجوشانی و این صحنه باعث خنده‌اش می‌شود، و اگر بخندد، کار تمام است.»
زن مطابق دستور عمل کرد. وقتی تعویضی خندید، ناگهان دسته‌ای از کوتوله‌ها ظاهر شدند، کودک واقعی را بازگرداندند و تعویضی را بردند.

## دربارهٔ کوتوله‌ها
در متن اصلی آلمانی، به این موجودات «ویشتلمنر» (Wichtelmänner) گفته می‌شود، که به معنای «مردان کوچک جادویی» است. واژهٔ «ویشت» ریشه‌ای مشترک با واژهٔ انگلیسی «wight» و واژهٔ نورس باستانی «vættr» دارد، که همگی به معنای موجود، روح یا چیز جادویی هستند.

## میراث فرهنگی
داستان کفاش و کوتوله‌ها الهام‌بخش اقتباس‌های بسیاری در فرهنگ معاصر شده‌است. از جمله:
- انیمیشن‌های کوتاه در دهه‌های ۱۹۴۰ و ۱۹۵۰.
- مجموعه‌های تلویزیونی همچون Happily Ever After و Supernatural.
- در سری کتاب‌های هری پاتر، «الف‌های خانگی» با ایده‌ای مشابه ترسیم شده‌اند.
- در تئاترها، انیمه‌ها، بازی‌های کامپیوتری و بازنویسی‌های معاصر نیز به این داستان اشاره شده‌است.